# Praia do Miriri
Vista da praia do Miriri.
A Praia do Miriri é a primeira praia da APA da Barra do Mamanguape, a partir da divisa com o município de Lucena, através do rio homônimo. É uma praia brasileira, localizada no município de Rio Tinto no estado da Paraíba.
É Possível deslumbrar o encontro da foz do Rio Miriri com o mar, como também avistar coqueiros e falésias incrivelmente coloridas. Além da possibilidade do banhista alternar entre banhos de mar, rio e lagoa.
| Vista da Praia e o Rio Miriri. |  | Vista Panorâmica da Praia. |  | Visão do encontro do Rio com o mar |
| Vista da Praia e o Rio Miriri. |  | Vista Panorâmica da Praia. |  | Visão do encontro do Rio com o mar |

| Oceano Atlântico                             |                              |                                             |
| precedida por: Praia do Oiteiro ( Rio Tinto) | Praia do Miriri ( Rio Tinto) | sucedida por: Praia do Bonsucesso ( Lucena) |